# Adolf Meyer
Adolf  Meyer, (Mechernich, 1881. június 17. – Baltrum, 1929. július 14.) német építész.

## Élete és munkássága
Walter Gropius társa volt a korszakalkotó, később világörökséggé nyilvánított Fagus Művek kaptafagyár (Alfeld an der Leine, 1911-1914) és a kölni Werkbund kiállításon épült irodaház és mintagépgyár (1914) tervezésében. A düsseldorfi Iparművészeti Iskolát végzett bútorasztalos, Behrens és Bruno Paul irodájában vált építésszé. A Bauhaus weimari szakaszában is együttműködött Gropiusszal, 1919-1925 között oktatott a Bauhausban.
Nem csatlakozott az 1925-ben Dessauba költöző Bauhaushoz, hanem egyelőre Weimarban maradt független építészként. Egy évvel később építési tanácsosként dolgozott az Neues Frankfurt városi projektben, és a frankfurti Städelschule tanára lett. 1928-ban megalapította a frankfurti „októberi csoportot”.
Adolf Meyer 1929-ben vízbe fulladt, miközben az Északi-tengerben úszott Baltrumnál. Sírját a frankfurti Hauptfriedhof temetőjében 1970-ben felszámolták.

## Fordítás
- Ez a szócikk részben vagy egészben  az   Adolf Meyer (Architekt) című német Wikipédia-szócikk ezen változatának fordításán alapul.  Az eredeti cikk szerkesztőit annak laptörténete sorolja fel. Ez a jelzés csupán a megfogalmazás eredetét és a szerzői jogokat jelzi, nem szolgál a cikkben szereplő információk forrásmegjelöléseként.